# Om (John Coltrane-album)
Om från 1968 är ett postumt utgivet jazzalbum med John Coltrane.
"Om" syftar på den heliga stavelsen "aum" i hinduismen. Aum symboliserar den hinduiska världssjälen och hela universum. Enligt en uppfattning uppkom hela kosmos av den resonans som följde på att "aum" uttalades.

## Låtlista
Musiken är skriven av John Coltrane.
1. Om, Part 1 – 15:02
2. Om, Part 2 – 13:58

Vissa cd-utgåvor har Om som ett enda spår medan andra behåller originalets två spår.

## Musiker
- John Coltrane – tenor- & sopransaxofon
- Pharoah Sanders – tenorsaxofon
- Donald Rafael Garrett – bas, klarinett
- Joe Brazil – flöjt
- McCoy Tyner – piano
- Jimmy Garrison – bas
- Elvin Jones – trummor